# كفر بعال
كفر بعال هي إحدى القرى اللبنانية من قرى قضاء جبيل في محافظة جبل لبنان.